# Orø
Orø es una isla de Dinamarca, localizada en el Isefjorden. La isla ocupa un área de 14 km², y alberga una población aproximada de 893 habitantes. 

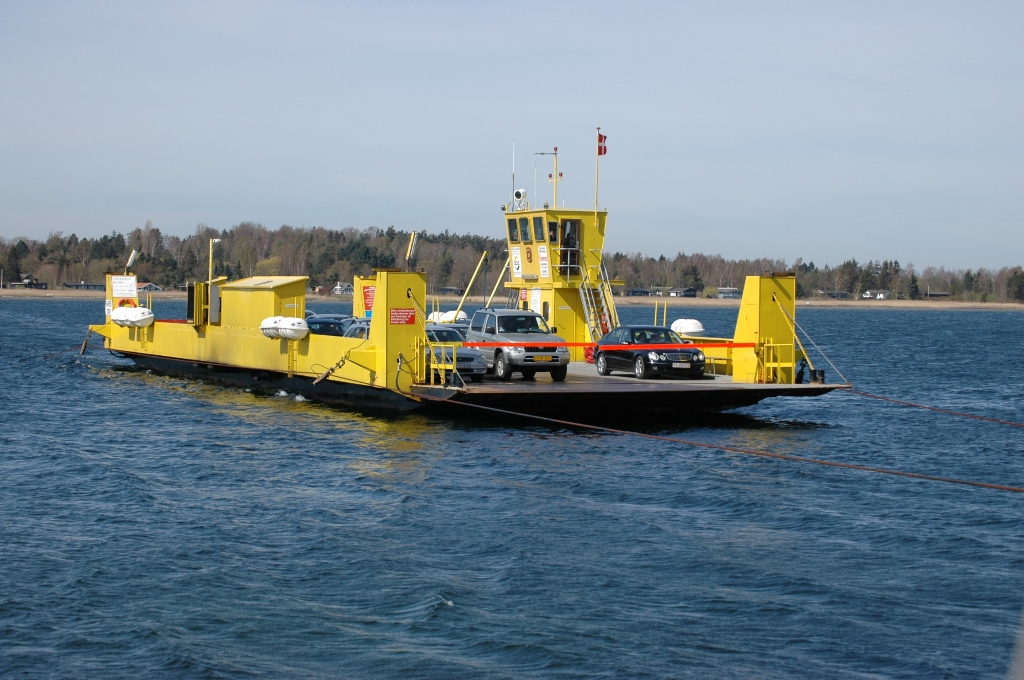
Orø, visible al fondo.

Hasta la reforma comunal de 1970, Orø era un municipio independiente, pero hoy pertenece al municipio de Holbæk.